# Nationaal Reddingmuseum Dorus Rijkers

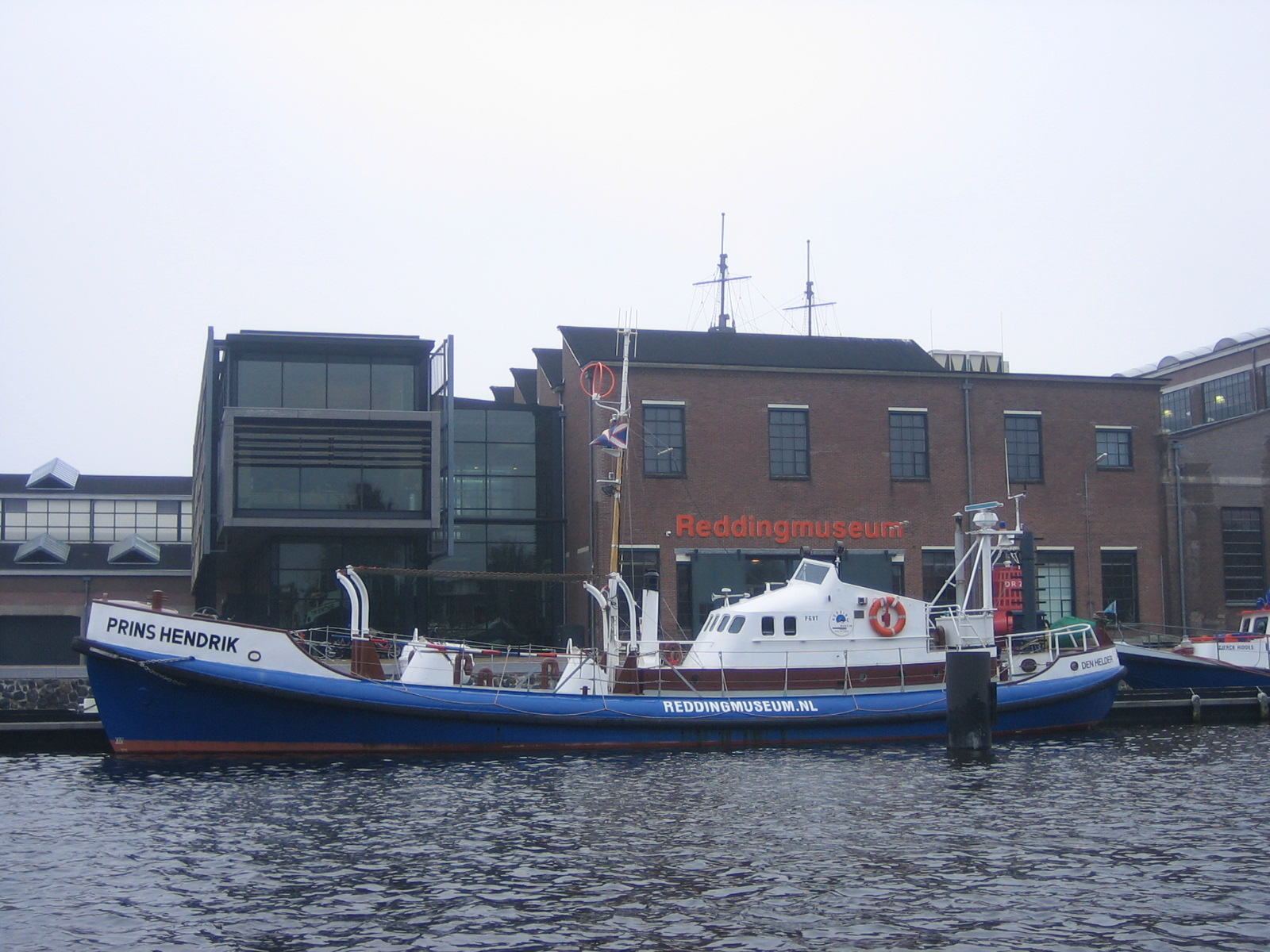
Het museum met de voormalige reddingboot Prins Hendrik

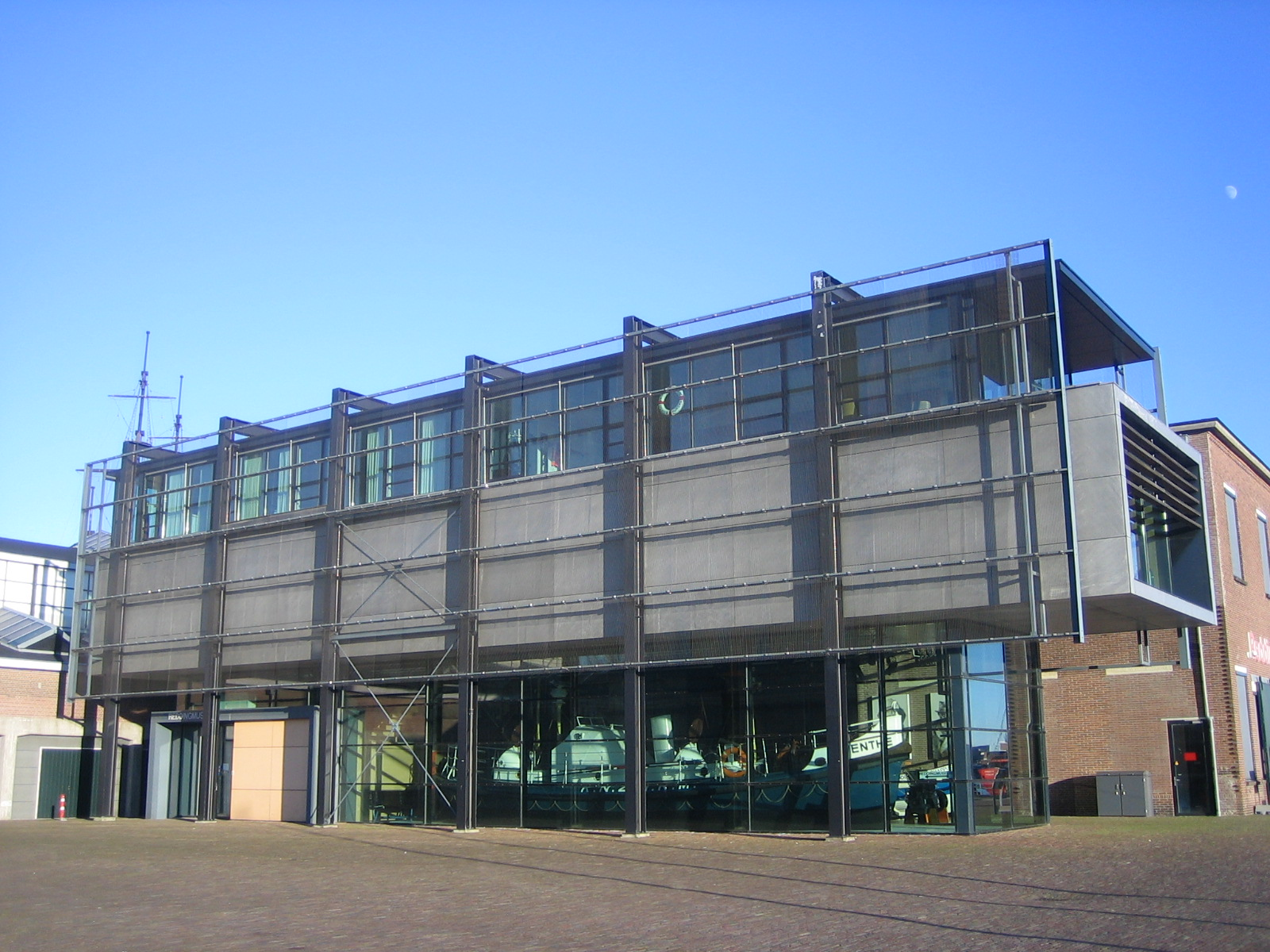
Aanbouw van het museum

Het Nationaal Reddingmuseum Dorus Rijkers in de Noord-Hollandse stad Den Helder is een museum met als thema de geschiedenis van het Nederlandse reddingwezen op zee.
Het betreft voornamelijk de geschiedenis van de Koninklijke Nederlandse Redding Maatschappij (KNRM), maar er is ook aandacht voor de Reddingsbrigade Nederland, Kustwacht, en de Maatschappij tot Redding van Drenkelingen (MRD). Het museum is genoemd naar de Nederlandse redder Dorus Rijkers die op zee honderden mensen het leven redde. Het heeft het woord 'Nationaal' in zijn naam omdat er aandacht is voor het reddingwezen langs de hele Nederlandse kust, van het Zwin tot aan de Eems en de Zuiderzee, het latere IJsselmeer. 

## Geschiedenis
Het Nationaal Reddingmuseum, opgericht in 1981, bevond zich de eerste jaren boven een winkelpand in de Keizerstraat te Den Helder. In 1988 verhuisde het naar een pand naast schouwburg De Kampanje aan het Bernhardplein. De opening werd verricht door minister Elco Brinkman.
In 2003 volgde de verhuizing naar het terrein van de voormalige rijkswerf Willemsoord. Het museum werd daar gevestigd in een voormalige motorenwerkplaats. Het uit drie verdiepingen bestaande gebouw is opgeknapt en voorzien van een moderne aanbouw. Sinds de schouwburg in 2015 naar het naastgelegen pand verhuisde deelt het museum, net als op de vorige locatie, de ingang met de schouwburg.
Het museum werd in 2024 verbouwd. Hierbij werd de entree aangepast om de overzichtelijkheid te vergroten. Ook kwam er souvenirwinkel en een vernieuwde koffiehoek.

## Collectie
Films, modellen, voorwerpen, schilderijen en reddingboten vertellen de geschiedenis van het Nederlandse reddingwezen op zee. Tot de collectie van het museum behoren de nog varende historische reddingboten Insulinde (1927), Abraham Fock (1936), Johan de Witt (1941), Prins Hendrik (1951), Javazee (1967), Tjerck Hiddes (1975) en motorreddingvlet Cornelius Zwaan (1982). Bezoekers kunnen in het museum onder andere een echte redding meemaken in de VR experience, windkracht 10 ervaren en de zee trotseren op de vaarsimulator. Daarnaast biedt het museum dagelijkse vaartochten aan tijdens het vaarseizoen.